# Consell dels Cinc-cents

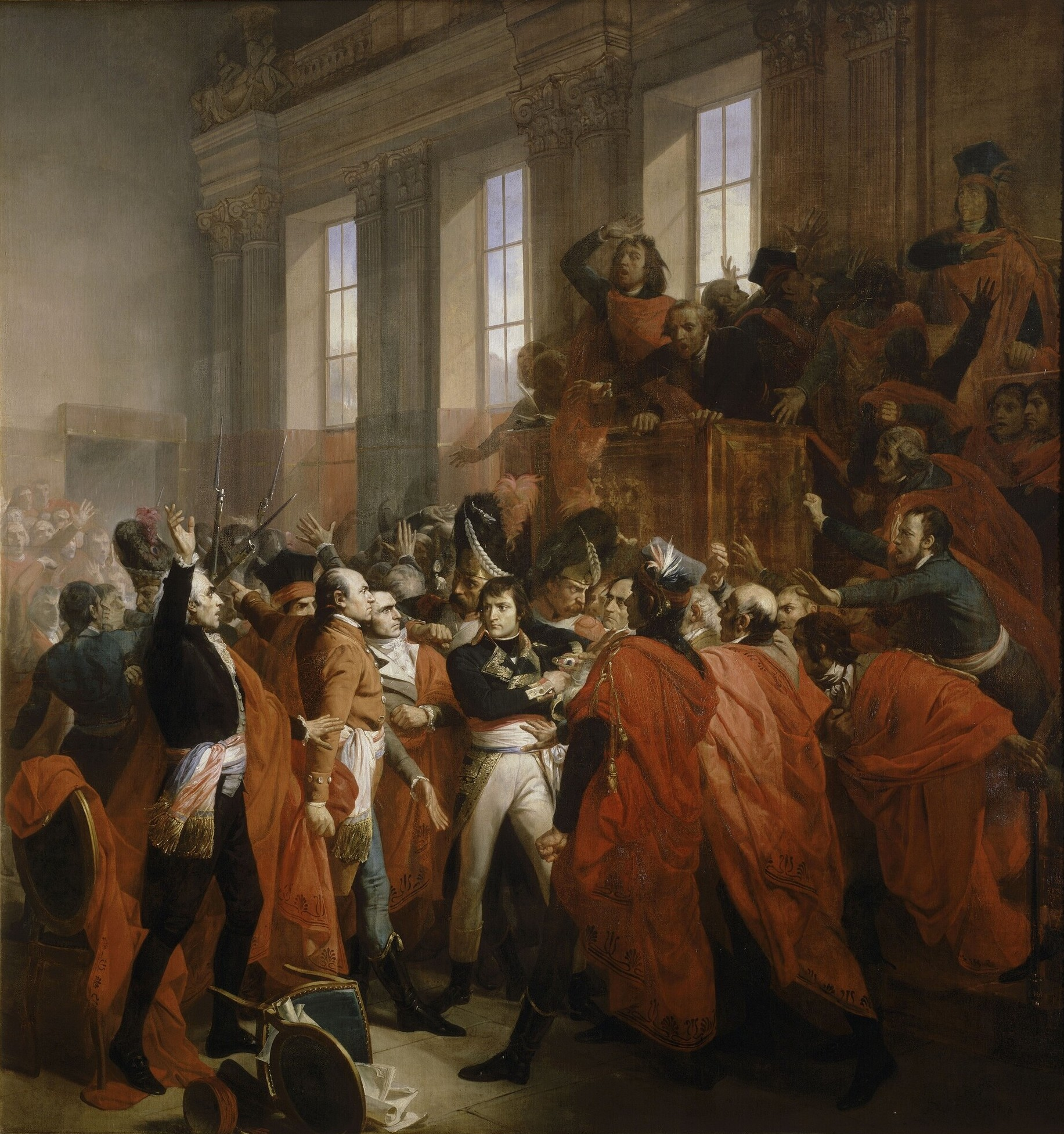
El general Bonaparte i el Consell dels Cinc-cents reunits a Saint-Cloud el 10 de novembre de 1799, por François Bouchot (1840).

El Consell dels Cinc-cents (en francès: Conseil des Cinq-Cents) va ser la Cambra baixa legislativa francesa del Directori, que juntament amb el Consell d'Ancians (Cambra alta) va ser instituïda per la Constitució de l'Any III. Aquesta Constitució havia estat adoptada per la Convenció Termidoriana a l'agost de 1795 i posada en vigor el 23 de setembre del mateix any; establia un sistema legislatiu bicameral a França.
Després del cop d'Estat del 18 de Brumari que va posar fi al Directori, el Consell dels Quin-cents va ser dissolt per Napoleó Bonaparte. La seu del consell va estar a la Salle du Manège del Palau de les Teuleries fins al 1798, quan es va traslladar al Palau Borbó (actual seu de l'Assemblea Nacional).

## Origen
El Consell dels Cinc-cents va ser dissenyat inspirant-se en dos antecedents:
- El més antic és el també anomenat Consell dels Quin-cents, o Bulé, assemblea de l'antiga Grècia, el funcionament harmoniós de la qual garantia la democràcia clàssica grega.
- El sistema bicameral de la Constitució de l'Any III traslladava a França l'esquema anglès; en aquest sentit, la funció dels cinc-cents era equiparable a la dels comuns anglesos.

## Composició i funcionament
El Consell estava integrat per 500 membres electes per sufragi censatari, majors de 30 anys i residents durant un mínim de 12 mesos al territori nacional. Es renovava anualment per terços i exercia les funcions de Cambra de primera lectura de les lleis. Així, tenia dret a plantejar les proposicions de llei i votar les resolucions perquè fossin sotmeses posteriorment a l'aprovació del Consell dels Ancians. Igualment, presentava a aquest la llista de 10 candidats entre els quals els Ancians escollien els cinc Directors.